# Fernanda Almeida
Fernanda Almeida (Moçambique, 1968) é uma jornalista portuguesa.

## Biografia
Nasceu em 1968, em Moçambique. Frequentou a Universidade Autónoma de Lisboa, onde concluiu uma licenciatura em Ciências da Comunicação.
Empregou-se como jornalista na RDP África, sempre sobre temática cultural, sendo em 2022 responsável pelos programas Manual de Instruções, sobre voluntariado, Escrever na Água, sobre literatura lusófona, e Avenida Marginal, sobre questões sociais. Dentro daquela emissora, também foi responsável e orientadora dos estágios Curriculares do primeiro ciclo da licenciatura em Estudos Africanos da Faculdade de Letras da Universidade de Lisboa. Também trabalha para a rádio Antena 1, onde é moderadora no programa literário Biblioteca Pública para a Antena 1, em conjunto com Afonso Reis Cabral, Dulce Maria Cardoso e Richard Zimler, tendo igualmente desempenhado esta função no programa A Páginas Tantas, entre 2018 e 2021. Em 2022 foi homenageada com uma uma menção honrosa no prémio de jornalismo Os Direitos da Criança em Notícia, devido às suas reportagens Uma escola, um novo futuro e Somos o que fazemos, para a RDP África.
Entre 1993 e 1996 colaborou na revista Visão, e de 2012 a 2015 trabalhou para jornal cultural angolano O Chá. Também colaborou em diversas editoras e publicações, foi responsável pela apresentação de eventos musicais, e cooperou na peça de teatro Os vivos, o morto e o peixe frito da autoria do escritor angolano Ondjaki. Em 2022 e 2023 participou no evento Diálogos do Sul, organizado na Biblioteca Municipal de Lagos, no Algarve.